# Polycirrus dodeka
Polycirrus dodeka är en ringmaskart som beskrevs av Anne D. Hutchings 1990. Polycirrus dodeka ingår i släktet Polycirrus och familjen Terebellidae. Inga underarter finns listade i Catalogue of Life.